# Gordan Grlić-Radman
Gordan Grlić-Radman (Prislav, Tomislavgrad, 1958. június 6.) horvát diplomata és politikus, 2019 óta a horvát kormány külügyminisztere és európai ügyekért felelős minisztere.

## Élete és pályafutása
Grlić-Radman a Tomislavgrad melletti Prisoje faluban, Bosznia-Hercegovinában született 1958-ban. 1977-ig a zágrábi XIV. számú gimnáziumban tanult, majd 1982-ben a Zágrábi Egyetem Mezőgazdasági Karán szerzett baccalaureus fokozatot. 1991-ben Grlić-Radman a svájci Bernben, az Institut für Kaderschule menedzserképző iskolában szerzett diplomát. 2002-ben a Zágrábi Egyetem Politikatudományi Karán diplomázott nemzetközi kapcsolatok szakon,  ahol 2007-ben PhD fokozatot szerzett „Semlegesség és új európai biztonsági architektúra”  témájú disszertációjával.
Pályafutását az üzleti életben kezdte. 1984 és 1991 között Svájcban, a Melior-Haefliger AG-nál dolgozott. Ezekben az években (1984–1988) a svájci horvát diaszpórában a Svájci Horvát Kulturális Közösség elnökeként tevékenykedett, és Davor Pavunával a horvát-svájci üzleti tanács társszponzora volt. 1991 és 1992 között a Zágrábi Egyetem Orvostudományi Karának gazdasági titkáraként dolgozott (főnöke Mate Granić volt, akivel ekkor került barátságba), és önkéntesként dolgozott a horvát kormány menekültekkel és lakóhelyüket elhagyni kényszerült személyekkel foglalkozó hivatalában, valamint a Horvát Egészségügyi Szolgálat (Humanitárius Segély) részére.
1992-ben és az ezt követő években Grlić-Radman segített felállítani a függetlenné vált Horvátország diplomáciai és konzuli képviseleteit Bernben, Genfben és Zürichben. Ezután a bulgáriai (1994–1996) és a magyarországi (1996–1997) horvát nagykövetségen szolgált. 1997 és 2012 között a horvát külügyminisztériumban dolgozott, többek között a Közép-Európai Osztály vezetőjeként (2004–2009) és a Duna Bizottság titkáraként (2011–2014). 2010 és 2012 között a Nemzetközi Tanulmányok Központját vezette. 2012-ben Davor Ivo Stier külügyminiszter Grlić-Radmant nevezte ki magyarországi nagykövetnek. 2017 októberében németországi nagykövetnek nevezték ki. 2019. július 19-én nevezték ki Marija Pejčinović Burić helyére Andrej Plenković kabinetjének külügy- és európai miniszteri posztjára.
Nős, három gyermek édesapja. Hitét gyakorló római katolikus. Németül, angolul, bolgárul és alapfokon magyarul is beszél.

## Fordítás
Ez a szócikk részben vagy egészben  a   Gordan Grlić-Radman című angol Wikipédia-szócikk ezen változatának fordításán alapul.  Az eredeti cikk szerkesztőit annak laptörténete sorolja fel. Ez a jelzés csupán a megfogalmazás eredetét és a szerzői jogokat jelzi, nem szolgál a cikkben szereplő információk forrásmegjelöléseként.